# الخط الزمني للحرب الفلسطينية الإسرائيلية (1 يناير– 13 يناير 2025)
تسردُ هذه المقالة المحدثة الخطّ الزمني والأحداث للحرب الإسرائيلية الفلسطينية منذ يناير من عام 2025.
والمقالة مقسّمة ومرتبة زمنيًا، وتضمّ فقرات أحداث كل يومٍ من أيام الشهر مع روابط لمقالات أخرى مفصلة، لا تقتصر الأحداث على الحرب الدائرة في قطاع غزّة بل تشملُ ما يجري في جبهات أخرى قريبة أو محيطة من الدول المشاركة بشكل مباشر أو غير مباشر في القضية الفلسطينية.

## 1 يناير 2025
تطورات اليوم الـ 453 من الحرب
- أعلنت وزارة الصحة في غزة عن مقتل 12 فلسطينياً وجرح 41 في مجازر وغارات إسرائيلية في حرب الإبادة الجماعية، مما يرفع حصيلة الشهداء الفلسطينيين في غزة إلى 45,553.[2]
- أعلنت كتائب القسام إطلاق رشقة صاروخية تجاه مستوطنة نتيفوت،[3] وقال الجيش الإسرائيلي إنه اعترض صاروخا فيما سقط صاروخ آخر في منطقة مفتوحة.[4]
- وأصدر جيش الاحتلال الإسرائيلي أوامر إخلاء جديدة لمناطق في البريج وسط قطاع غزة، زاعمًا أنها أطلقت منها صواريخ نحو إسرائيل.[5]
- واستشهد 15 فلسطينيًا على الأقل وأصيب عدد آخر جراء استهداف الاحتلال مربعا سكنيًا في جباليا البلد شمالي القطاع، وأصيب آخرون بقصف الاحتلال منازل بمنطقة الفخاري شرقي خان يونس،[6][7] واستشهدت إمرأة وطفلها اثنين وأصيب آخرين في قصف إسرائيلي استهدف منزلًا يعود لعائلة "أبو ظاهر" في بلوك 9 في مخيم البريج وسط القطاع.[8]
- واستهدفت غارة إسرائيلية منزل مراسل قناة الجزيرة العربية رامي أبو طعيمة جنوب خانيونس، ما أدى لإصابة عدد من أفراد عائلته.[9]
- استشهد 3 مواطنين وجرح آخرون في قصف من طائرة مسيرة على مجموعة من المواطنين في حي المنارة جنوب شرق خان يونس، واستهدفت طائرات الاحتلال أرضًا في محيط بركس خضير بحي الشجاعية شرق مدينة غزة وأطلقت طائرة مسيّرة (الكواد كابتر) النار شرق حيي الشجاعية والشعف شرق مدينة غزة.[10]
- واقتحمت قوات الاحتـلال مدينة نابلس من حاجز المربعة ونشرت قناصة في حارتي الزغلول والجماسين، وعملت جرافات عسكرية على تدمير البنية التحتية في شارع المدارس واندلعت اشتباكات مع مقاومين في مخيم بلاطة شرقي المدينة، وقالت كتائب شهداء الأقصى أنها استهدفت حاجز عورتا العسكري جنوب مدينة نابلس بالرصاص، وحققت إصابات مباشرة في صفوف قوات الاحتلال وقالت كتيبة طوباس أنها خاضت اشتباكات مع القوات في مخيم الفارعة ومخيم بلاطة بالأسلحة الرشاشة، واقتحمت قوات الاحتلال حي التعاون العلوي في نابلس،[11] ودهمت عمارة عنتر قرية تل غرب المدينة واقتحمت بلدة عرابة جنوب المدينة بعبوة متفجرة محلية الصنع، واعتقلت 3 مواطنين بعد اقتحامها بلدة طمون.[12]
- واعتقلت قوات الاحتلال الإسرائيلي 15 فلسطينيًا من سلفيت.[13]
- وقال الدفاع المدني الفلسطيني بغزة أن نحو 1542 خيمة تؤوي نازحين في مخيمات النزوح ومراكز الإيواء، بمناطق قطاع غزة، تعرضت إلى الغمر بمياه الأمطار التي شهدتها الأجواء خلال اليومين الماضيين.[14]
- أعلنت القوات المسلحة اليمنية الموالية لأنصار الله الحوثيون إسقاط طائرة أميركية من نوع "MQ - 9"، بواسطة صاروخ أرض - جو محلي الصنع في أثناء تنفيذها مهمّات «عدائية» في أجواء محافظة مأرب.[15]
- وزعم الجيش الإسرائيلي أنه دمر مصنعاً يستخدم لتصنيع الأسلحة في رفح.[16]
- استشهد ستة فلسطينيين بينهم ثلاثة أطفال وامرأتان وأصيب آخرون في قصف الاحتلال استهدف شقة سكنية لعائلة السويركي في شارع مشتهى بحي الشجاعية شرق مدينة غزة.[17][18]
- وزعمت وحدة تنسيق أعمال الحكومة في المناطق في الأراضي الفلسطينية إن 127 فلسطينياً، معظمهم من الأطفال مع مقدمي الرعاية لهم، غادروا غزة بعد فحوصات أمنية في معبر كرم أبو سالم الحدودي لتلقي العلاج الطبي في الإمارات العربية المتحدة، كما قال إن 1055 مريضاً ومقدمي الرعاية لهم غادروا غزة عبر المعبر وسافروا جواً إلى 13 دولة مختلفة لتلقي العلاج الطبي في الأشهر الأخيرة.[19]
- أصيب شاب فلسطيني برصاص الاحتلال الإسرائيلي قرب الجدار الفاصل بمحيط بلدة بيت عوا غرب الخليل.[20]
- أعلنت إسرائيل مسؤوليتها عن عملية كوماندو دمرت موقعًا إيرانيًا لتصنيع الصواريخ في مصياف بسوريا، يستخدم لإنتاج صواريخ دقيقة لحزب الله في 8 سبتمبر، وبحسب ما ورد، أدت الغارات الجوية الإسرائيلية حول المنشأة لاستشهاد 27 شخصًا على الأقل وإصابة 43 آخرين.[21]
- وأوقفت السلطة الفلسطينية مؤقتا بث قناة الجزيرة في الضفة الغربية، واتهمت الشبكة بـ "نشر مواد تحريضية" و"التدخل" في الشؤون الداخلية لفلسطين،[22] وأدانت الشبكة حظرها من قبل السلطة الفلسطينية.[23]
- أصيبت جندية إسرائيلية بجروح طفيفة في عملية دهس بسيارة في محيط قرية دير قديس، حيث أطلق الجنود النار على المهاجم وأصابوه بجروح خطيرة.[24][25]
- أصيب فتى فلسطيني يبلغ من العمر 16 عاماً برصاصة في قدمه، وأفادت الأنباء عن اندلاع مواجهات بعد أن حاصرت قوات خاصة إسرائيلية مقهى في البلدة القديمة بنابلس، وألقي القبض على شخصين أحدهما صاحب المقهى.[26]

## 2 يناير 2025
تطورات اليوم الـ 454 من الحرب
- وأفادت وزارة الصحة بغزة بمقتل 28 فلسطيني وجرح 59 في 5 مجازر وغارات إسرائيلية خلال 24 ساعة الماضية بحرب الإبادة الجماعية، ما يرفع حصيلة الشهداء الفلسطينيين في غزة إلى 45,581.[28]
- اقتحم عشرات المستوطنين الإسرائيليين المسجد الأقصى المبارك في مدينة القدس بحماية مشددة من قوات الاحتلال، وأدوا جولات استفزازية وطقوسا تلمودية.[29]
- استشهد 10 فلسطينيين من بينهم 4 أطفال و3 نساء وأصيب أكثر من 15 آخرين في مجزرة إسرائيلية بقصف خيام للنازحين في منطقة المواصي غربي خان يونس جنوب قطاع غزة.[30][31] وأعلنت وزارة الداخلية الفلسطينية في غزة أن الجيش الإسرائيلي اغتال مدير عام الشرطة بالقطاع اللواء محمود صلاح واللواء حسام شهوان عضو مجلس قيادة الشرطة في المجزرة.[32] وإدعى الجيش الإسرائيلي إنه حسام شهوان، زعم أنه كان رئيس قوات الأمن الداخلي لحماس في جنوب غزة، والذي كان مسؤولاً عن تطوير التقييمات الاستخباراتية بالتعاون مع كتائب القسام في الهجمات على القوات الإسرائيلية في غزة.[33]
- أصيب طفل فلسطيني (14 عاما) برصاص قوات الاحتلال الإسرائيلي في القدم في بلدة جيوس شرق قلقيلية.[34]
- اعتقلت قوات الاحتلال الإسرائيلي سبعة مواطنين خلال حملة دهم في الضفة الغربية المحتلة.[35]
- ارتقى 10 شهداء وأصيب آخرون في قصف الاحتلال مجموعة من المواطنين في جباليا النزلة شمالي قطاع غزة.[36] واستشهد مواطن في قصف شارع الشغف شرق مدينة غزة.[37]
- اقتحمت عشرات المستوطنين بلدة كفل حارس في سلفيت بحماية الشرطة الإسرائيلية وأدوا طقوس "تلمودية" في المقامات الإسلامية واعتدوا على منازل المواطنين ومركباتهم، وداهمت قوات الاحتلال عدة مدن وبلدات فلسطينية بالضفة الغربية، حيث اقتحمت بلدة بلعا شرق طولكرم واندلعت مواجهات مع قوات الاحتلال الإسرائيلي في قرية زبوبا غرب المدينة وسط إطلاق الرصاص واندلاع مواجهات، واقتحمت بلدة عنبتا شرقي طولكرم، وجرفت ودمرت وخربت ممتلكات الأهالي وهدمت منزل المعتقل[38] وقالت كتيبة طولكرم التابعة لسرايا القدس أنّ تشكيلاتها القتالية في سرية بلعا تصدوا لقوات الاحتلال المقتحمة وذلك في أثناء هدم منزل الأسير محمد طلال أبو ياسين، واشتبكوا مع قوة مشاة قرب المنزل واستهدفوا آليات عسكرية بالرصاص والعبوات الناسفة محققين إصابات مؤكدة وفجروا عبوة ناسفة معدّة مسبقاً بآلية عسكرية إسرائيلية من نوع "هفنتير الفهد" (بوز نمر) وإعطابها قرب مشاوي وادي الشعير في بلدة عنبتا.[39]
- استشهد فلسطينيان وجرح آخرين في قصف الاحتلال تجمعا للمواطنين في بلدة بني سهيلا شرق خان يونس.[40] واستشهد وأصيب عدد من المواطنين في قصف الاحتلال تجمعا للمواطنين قرب محطة بهلول في مخيم المغازي وسط القطاع، واستشهد أربعة مواطنين وجرح آخرين في قصف طائرات الاحتلال تجمعا للمواطنين في مخيم الشاطئ، فيما أفيد بمقتل تسعة مواطنين وإصابة آخرين في قصف طائرات الاحتلال شرق دير البلح.[41]
- استشهد 5 فلسطينيين وأصيب آخرون بجروح في قصف الاحتلال محيط مفترق العيون واستشهد ثلاثة آخرون وجرحى باستهداف الاحتلال مواطنين في محيط مفترق اللبابيدي غرب مدينة غزة، فيما استشهد 6 مواطنين وأصيب آخرون جراء غارة للاحتلال استهدفت مبنى وسط مدينة خان يونس، وأصيب 3 مواطنين بينهم امرأة جرّاء إطلاق طائرات الاحتلال المُسيّرة "كواد كوبتر" قنبلة في ساحة مدرسة تؤوي نازحين بمنطقة المخيّم الجديد شمال غربي النصيرات وسط قطاع غزة.[42]
- وقالت سرايا القدس إنها أنقذت حياة أسير حاول الإنتحار قبل ثلاثة أيام لدى إحدى مجموعات التأمين بسبب بعد وضع حكومة نتنياهو شروط جديدة أدت لفشل وتأخير مفاوضات إطلاق سراحه.[43]
- قال الجيش الإسرائيلي إنه اعترض صاروخا أطلق من جنوب قطاع غزة باتجاه مستوطنة حوليت في منطقة غلاف غزة.[44]
- وتوغلت دبابات ميركافا وجرافة آليات هامر إسرائيلية من بلدة رامية باتجاه الصالحاني والقوزح وصولاً حتى وادي مظلم عند أطراف بيت ليف، واستهدفت غارة من مسيّرة إسرائيلية المنطقة الواقعة ما بين بلدتَي بيت ليف وياطر في قضاء بنت جبيل.[45]
- وإدعى الجيش الإسرائيلي أن طائرات سلاح الجو قصفت مركز قيادة تابع لحماس داخل مبنى البلدية في خان يونس في منطقة إنسانية.[46]
- أعلنت سرايا القدس قصف مستوطنة "حوليت" في غلاف غزة برشقة صاروخية من نوع "107" وقصفها مع كتائب شهداء الأقصى تجمعات لجنود الاحتلال شرقي "ملكة" شرقي مدينة غزة بعدد من قذائف الهاون.[47]
- استشهد المصوّر الصحفي حسن القيشاوي في قصف استهدفه بصاروخ مسيرة إسرائيلية غربي مدينة غزة، ما يرفع عدد الشهداء الصحفيين إلى 202 منذ بدء الحرب على قطاع غزة.[48]
- وقال مكتب وزير الدفاع الإسرائيلي يسرائيل كاتس إنه التقى بالوزراء لبحث الجهود الرامية إلى تدمير ما أسماه «قدرة حماس على الحكم في غزة».[49]
- قال المكتب الإعلامي الحكومي في غزة إن جيش الاحتلال الإسرائيلي نفذ 34 غارة وجريمة خلال الساعات الأربع والعشرين الماضية استهدفت المدنيين العزل في عدة مناطق في غزة، في جرائم مُروّعة تضاف إلى سجل الاحتلال الأسود، حيث أسفرت هذه الغارات الوحشية عن ارتقاء 71 شهيداً.[50]
- وإدعى الجيش الإسرائيلي إن طائراته المقاتلة ضربت منصات لإطلاق صواريخ متوسطة المدى في موقع لحزب الله في لبنان ومنصة أخرى لإطلاق الصواريخ بالقرب من موقع لحزب الله في منطقة إقليم التفاح في قضاء النبطية.[51]
- استشهد 5 فلسطينيين بينهم طفلان وأصيب آخرون إثر قصف الاحتلال شقة في منطقة السوارحة جنوب غربي مخيم النصيرات وسط القطاع.[52]

## 3 يناير 2025
تطورات اليوم الـ 455 من الحرب
- وأفادت وزارة الصحة بغزة بمقتل 77 فلسطيني وجرح 145 في 8 مجازر وغارات إسرائيلية خلال 24 ساعة الماضية بحرب الإبادة الجماعية، ما يرفع حصيلة الشهداء الفلسطينيين في غزة إلى 45,658.[54]
- استشهد 5 فلسطينيون بينهم طفلان في قصف الاحتلال منزلًا يعود لعائلة مشمش في "برج بيدس" في مخيم النصيرات وسط القطاع.[55]
- أطلق صاروخ باليستي من اليمن باتجاه إسرائيل، ما أدى إلى انطلاق صفارات الإنذار في القدس ووسط إسرائيل.[56] وقال الجيش الإسرائيلي إنه أسقط الصاروخ فوق الأراضي الإسرائيلية، فيما وردت أنباء عن سقوط حطام الصاروخ في محيط موديعين جنوب شرق تل أبيب، وأصيب أكثر من 20 شخصًا من نوبات هلع وإصابات أثناء اندفاعهم للبحث عن ملجأ.[57]
- ورشق فلسطينيون حافلة إسرائيلية بالحجارة على طريق 55 في محيط مستوطنة قرنيه شمرون ما أدى إلحاق أضرار طفيفة بالحافلة وإصابة سائقها بجروح.[58][59]
- استشهد المصور الصحفي عمر صلاح الديراوي ووالديه في قصف للاحتلال استهداف منزلًا لعائلة "شلط" في بلدة الزوايدة وسط قطاع غزة ما يرفع حصيلة الشهداء الصحفيين في غزة إلى 202.[60]
- وقال الجيش الإسرائيلي أنه اعترض طائرة بدون طيار أطلقت من اليمن باتجاه إسرائيل أثناء وجودها خارج «المجال الجوي الإسرائيلي».[61]
- ايتشهد أربعة فلسطينيين وأصيب آخرون بجروح جراء استهداف الاحتلال منزلًا وخيمة لعائلة "سلمان" وخيمة بجواره غرب دير البلح وسط قطاع غزة واستشهد مواطن جراء استهدف طائرات الاحتلال لمنطقة أبو العجين شرق المدينة، فيما استشهد مواطن وأصيب آخرين جراء قصف الاحتلال منزلًا لعائلة "ريالة" قرب مفترق عبد العال في شارع الجلاء غرب مدينة غزة.[55]
- استشهد شخصين وجرح آخرين جراء قصف طائرات الاحتلال منزلًا لعائلة "أبو عجوة* في جنوب غرب النصيرات، فيما ارتقى 4 شهداء على الأقل بينهم أطفال وجرحى بقصف الاحتلال منزلاً لعائلة "أبو لبدة" بمحيط صالة قصر السلطان في مخيم المغازي.[62]
- وذكرت وكالة الأنباء الوطنية اللبنانية أن جيش الاحتلال نفذ عملية قصف قرب بني حيان، كما أفاد عن غارة أخرى في كفركلا.[63]
- اقتحمت قوات الاحتلال الإسرائيلي عدة بلدات ومدن في الضفة الغربية المحتلة، وأصيب مواطن فلسطيني برصاص الاحتلال في بلدة جيوس شرقي قلقيلية، واقتحمت قوات الاحتلال بلدة الزاوية غرب سلفيت والبلدة القديمة في نابلس، واعتقلت شابا عقب مداهمة منزله ومصادرة مركبته خلال اقتحام حارة العقبة بالبلدة القديمة وسط نابلس، واقتحمت بلدة بيت فوريك شرق مدينة نابلس، ما أدى لاندلاع مواجهات عنيفة مع مقاومين فلسطينيين، وأطلقت الرصاص الحي وقنابل الغاز المسيل للدموع على منازل المواطنين، واقتحمت قوات الاحتلال بلدة سبسطية شمال غرب نابلس ومدينة طولكرم.[64]
- أعلنت قوات الأمن الوطني الفلسطيني مقتل رائد من جهاز المخابرات العامة (رشيد شقو) في "حادث عرضي" خلال تأديته "واجبه الوطني" في مخيم جنين شمالي الضفة الغربية.[65]
- أصيب مواطن فلسطيني بكسور وجروح في رأسه جراء اعتداء عليه بالضرب من قبل عصابات المستوطنين في منطقة “قويويص” قرب “شعب البطم” في مسافر يطا جنوب الخليل.[66]
- وإدعى الجيش الإسرائيلي أنه هاجم 40 هدفًا من بينها نقاط تجمع ومراكز قيادة وسيطرة لحماس في قطاع غزة خلال اليوم الماضي، وزعم أنه اتخذ خطوات للتخفيف من الخسائر بين المدنيين.[67]
- أصدر جيش الاحتلال الإسرائيلي أوامر إخلاء المستشفى الإندونيسي في بيت لاهيا شمال غزة والمحاصرين داخله، كما أفيد بتدميره محطات الأوكسجين والكهرباء في المستشفى.[68]
- استشهاد مواطنين وجرح آخرين في قصف طائرات الاحتلال خربة العدس شمال رفح، واستشهد مواطن برصاص الاحتلال في منطقة الشاكوش شمال غرب المدينة، واستشهد ثلاثة مواطنين وأصيب آخرون في قصف الاحتلال مجموعة من المواطنين في حي الشيخ رضوان غرب مدينة غزة.[69]
- قال مدير منظمة الصحة العالمية تيدروس أدهانوم غيبريسوس إن “إسرائيل لا تزال تمنع خروج أكثر من 12 ألف فلسطيني من المرضى والجرحى من قطاع غزة إلى الخارج لتلقي العلاج الطبي المنقذ للحياة"، وقال إنه تم إجلاء 5383 مريضا فقظ بمساعدة منظمة الصحة العالمية منذ اندلاع الحرب.[70]
- أعلنت جماعة الحوثيون استهداف محطة كهرباء إسرائيلية شرقي يافا بصاروخ باليستي فرط صوتي من نوع "فلسطين 2" وهدفاً عسكرياً إسرائيلي عبر مسيّرة في المنطقة.[71]
- وإدعى الجيش الإسرائيلي أن لواء ناحال التابع لها قتل عددا من المسلحين ودمر البنية التحتية التي استخدموها بما في ذلك أنفاق لحماس وعثر على أسلحة في بيت حانون خلال الأسبوع الماضي.[72] كما زعم أنه عثر على قذائف صاروخية في غرفة نوم طفل في مبنى سكني، بينما قتل لواء جفعاتي مسلحين زرعوا عبوات ناسفة في محيط منطقة عملياتهم في جباليا.[73]
- وأعلنت كتائب القسام تمكنها مع ألوية الناصر من إطلاق صاروخ “سام” باتجاه طائرة مروحية إسرائيلية من نوع “أباتشي” شرق مخيم البريج.[74] وقالت قوات الشهيد عمر القاسم انها استهدفت تجمعات جنود الاحتلال في موقع الإدارة المدنية شرق مخيم جباليا بقذائف الهاون.[75]
- أصيب شاب بالرصاص الحي أطلقه جيش الاحتلال الإسرائيلي خلال اقتحامها بيت فوريك شرق نابلس.[76]
- واستهدف طيران الاحتلال بالصواريخ محيط مسجد الشمعة بحي الزيتون جنوب شرق مدينة غزة، ما أدى استشهاد 3 أطفال وجرح عدد من المواطنين، واستشهد مواطن وأصيب آخرون جرّاء قصف طائرات الاحتلال مجموعة من المواطنين قرب مخبز الشرق في شارع النصر غربي مدينة غزة، واستشهد مواطنان آخرين بقصف طيران الاستطلاع مركبة مدنية في منطقة التعابين جنوب الزوايدة وسط قطاع غزة.[77]
- قصفت طائرات الاحتلال تجمعا للمواطنين عند مدخل مستشفى الشفاء ما أسفر عن استشهاد خمسة مواطنين على الأقل وجرح آخرين عدد منهم بجروح خطيرة واستشهد 4 مواطنين وأصيب آخرون في قصف إسرائيلي على شارع اللبابيدي غرب مدينة غزة واستشهد مواطن في قصف لمدفعية الاحتلال استهدف محيط وادي السلقا في دير البلح وسط القطاع.[78]
- استهدفت طائرات الاحتلال بالصواريخ مستودعا يؤوي نازحين شرق دير البلح جنوب القطاع، ما أدى لاستشهاد مواطنين اثنين وإصابة آخرين واستشهد مواطنان جراء قصف إسرائيلي استهدف مجموعة مواطنين جنوب غرب مدينة غزة واستهدف طيران الاحتلال الإسرائيلي بالصواريخ مركبة لنقل الغاز شرق دير البلح ما أدى لاستشهاد مواطنين اثنين وشن طيران الاحتلال الإسرائيلي غارات على شارع المغربي بحي الصبر غرب غزة ما أدى لاستشهاد مواطنين (حازم وجمال شحيبر).[79]
- وقتل فلسطينيًا «محمود الحاج الجل قموسي (43 عاما)» وابنه «قسم الحاج (14 عاما)» وأصيبت ابنته في إطلاق نار كثيف في حي الحواشين وسط مخيم جنين في الضفة الغربية، وقالت عائلته إن قناصًا من الأجهزة الأمنية الفلسطينية كان يتمركز بالجبل المحيط بالمخيم قنصهم وأن الأب كان يقوم بتعبئة الماء على سطح المنزل.[80]
- أصيب 7 فلسطينيون بعد تعرضهم للضرب وأُحرقت مركبات في هجوم لمستوطنين إسرائيليين على أطراف بلدة سلواد شرق رام الله في الضفة الغربية المحتلة.[81]
- أعلنت كتائب القسام تدمير 4 دبابات ميركافا إسرائيلية بعدد من العبوات الشديدة الانفجار في شرقي جباليا البلد شمالي القطاع، واستهداف دبابة ميركافا أخرى بعبوة شواظ شرق شارع الصفطاوي غربي مخيم جباليا شمال القطاع.[82]
- وذكرت تقارير أن مسؤولين أميركيين أبلغوا مسؤولين إسرائيليين أن الولايات المتحدة تخطط لزيادة ضرباتها التي من المتوقع أن تستهدف منشآت الصواريخ التابعة للحوثيين.[83]
- استشهد الفتى الفلسطيني «محمد مدحت أمين عامر (18 عاما)» متأثرا بإصابته وأصيب 9 آخرين بينهم 4 بجروح خطيرة برصاص قوات الاحتلال خلال اقتحامها مخيم بلاطة من حاجز عورتا بالضفة الغربية،[84] كما أصيب عدد من المواطنين برضوض وكسور جراء اعتداء مستوطنين إسرائيليين عليهم بالضرب، واعتقلت قوات الاحتلال 4 مواطنين شرق يطا جنوب الخليل.[85]
- استشهد 3 فلسطينيين وأصيب آخرون في قصف طيران الاحتلال الإسرائيلي منزلا في حي الدعوة شمال مخيم النصيرات وسط قطاع غزة.[86]
- استشهد فلسطينيين اثنين وجرح آخرين جراء قصف جوي إسرائيلي على وسط مدينة خان يونس جنوبي قطاع غزة، وشنت طائرات الاحتلال غارتين على بلدة عبسان الكبيرة شرقي خان يونس.[87]
- استشهد 3 فلسطينيين وأصيب آخرون في قصف طيران الاحتلال الإسرائيلي منزلا في حي الدعوة شمال مخيم النصيرات وسط قطاع غزة.[86]
- استشهد فلسطينيين اثنين وجرح آخرين جراء قصف جوي إسرائيلي على وسط مدينة خان يونس جنوبي قطاع غزة، وشنت طائرات الاحتلال غارتين على بلدة عبسان الكبيرة شرقي خان يونس.[87]

## 4 يناير 2025
تطورات اليوم الـ 456 من الحرب
- وأفادت وزارة الصحة بغزة بمقتل 59 فلسطيني وجرح 273 في 4 مجازر وغارات إسرائيلية خلال 24 ساعة الماضية بحرب الإبادة الجماعية، ما يرفع حصيلة الشهداء الفلسطينيين في غزة إلى 45,717.[89]
- أفادت وسائل إعلام إسرائيلية أنّ الرئيس الأميركي الحالي جو بايدن وافق على صفقة أسلحة ضخمة لإسرائيل بقيمة 8 مليارات دولار،[90] وتشمل ذخيرة للطائرات المقاتلة ومروحيات هجومية وقذائف مدفعية.[91]
- استشهد مواطنين وإصابة آخرين جراء استهداف الاحتلال خيمة تؤوي نازحين قرب شارع جلال وسط البلد في خان يونس فيما استشهد ستة فلسطينيين في قصف لقوات الاحتلال استهدف مركبة على شارع صلاح الدين في منطقة السطر الشرقي بمدينة خان يونس.[92]
- واستشهد 3 أشخاص في قصف الاحتلال لمنزل في شارع الصحابة بحي الدرج غربي مدينة غزة وأصيب عدد من المواطنين جراء قصف الاحتلال منزلاً لعائلة الغولة بحي الشجاعية شرق مدينة غزة.[93]
- استشهد 3 أشخاص جرّاء قصف الاحتلال منزلًا لعائلة "الشريف" في منطقة المواصي غربي مدينة خان يونس، فيما استشهد طفل وجرح 7 فلسطينيين آخرين جراء استهداف طائرات الاحتلال منزلاً لعائلة "المجايدة" في المنطقة.[94]
- وقصفت طائرات الاحتلال الحربية منزلا لعائلة سمارة في حي الشجاعية شرق مدينة غزة، ما أدى لاستشهاد 11 مواطنا وإصابة آخرين.[95]
- وأفادت الوكالة الوطنية للإعلام اللبنانية أن القوات الإسرائيلية توغلت بدبابات ميركافا وجرافة في بلدة مارون الراس وحي عقبة مارون وأطلقت قذيفة في اتجاه منزل في العقبة،[96] واستهدفت محيط مجمع الامام الصدر الرياضي في منطقة دوبيه غرب بلدة ميس الجبل بقذيفة مدفعية[97] ونفذت عملية نسف بين الطيبة ورب ثلاثين قضاء مرجعيون.[98]
- استشهد 5 فلسطينيين وجرح آخرين إثر استهداف إسرائيلي لمجموعة من المواطينن في جباليا البلد شمالي قطاع غزة[99]
- أطلق صاروخ من شمال غزة أدى لتفعيل صفارات الإنذار في نتيف هعسارة وإصابة معبر إيرز.[100]
- واتهمت قوات اليونيفيل جرافة تابعة للجيش الإسرائيلي بتدمير علامة حدودية على الحدود الإسرائيلية اللبنانية وبرج مراقبة تابع للقوات المسلحة اللبنانية في محيط أحد مواقع قوة المراقبة التابعة للأمم المتحدة.[101]
- وقال المكتب الإعلامي الحكومي بغزة أن إسرائيل شنت أكثر من 94 غارة خلال 72 الماضية أسفرت عن استشهاد أكثر من 184 فلسطينيًا.[102]
- استشهاد 4 فلسطينيين وجرح عشرات جراء استهداف الاحتلال خيمة تؤوي نازحين في مدرسة أبو حلو ببلوك 9 في مخيم البريج وسط قطاع غزة، وأصيب فلسطينيون في قصف طائرات الاحتلال منزلين في مربع أبو الأمين بحي الشيخ رضوان وحي أبو اسكندر شمال مدينة غزة.[103]
- واستهدفت طائرات الاحتلال منزلا في مدينة دير البلح وسط قطاع غزة ما أدى لاستشهاد ثلاثة آشخلص وإصابة آخرين، واستهدفت منزلًا بجوار مقر جمعية الهلال الأحمر الفلسطيني في حي الأمل بمدينة خان يونس ما أدى لاستشهاد ثلاثة مواطنين وإصابة آخرين منهم أحد مرافقي المرضى في مستشفى الأمل التابع للجمعية وتسببت بأضرار مادية في عدد من مرافق المستشفى.[104]

## 5 يناير 2025
تطورات اليوم الـ 457 من الحرب
- وأفادت وزارة الصحة بغزة بمقتل 88 فلسطيني وجرح 208 في 5 مجازر وغارات إسرائيلية خلال 24 ساعة الماضية بحرب الإبادة الجماعية، ما يرفع حصيلة الشهداء الفلسطينيين في غزة إلى 45,805.[106]
- وقال الجيش الإسرائيلي إنه اعترض صاروخا باليستيا أطلق باتجاه إسرائيل من اليمن خارج حدود إسرائيل.[107] وأعلن الحوثيون استهداف «القوة الصاروخية» محطة كهرباء أوروت رابين الإسرائيلية جنوبي منطقة حيفا بصاروخ بالستي فرط صوتي من نوع «فلسطين 2».[108]
- أفادت وسائل إعلام يمنية أن «الطائرات الأمريكية البريطانية» شنت 3 غارات على الأقل نحو مدينة صعدة.[109]
- استشهد فلسطيني «حسن ربايعة (40 عاما)» برصاص قوات الاحتلال الإسرائيلي عقب محاصرتها منزله في بلدة ميثلون قرب جنين، واعتقلته مصابًا ثم استشهد متأثرا بجراحه.[110]
- وزعمت شرطة الحدود الإسرائيلية أنها قتلت فلسطينياً مطلوباً في ميثلون بعد أن أطلق النار على الجنود أثناء محاولتهم اعتقاله، وزعمت أنها صادرت 20 مسدساً من مركبة أوقفها الجنود في محيط نابلس واعتقلت 19 فلسطينياً مطلوباً.[111]
- واعتقلت قوات الاحتلال الإسرائيلي 20 فلسطينيًا من الضفة الغربية.[112]
- اقتحمت قوات الاحتلال الإسرائيلي مدرسة بردلة الثانوية في الأغوار الشمالية بزعم إلقاء طلاب المدرسة الحجارة على مركبة للمستوطنين أثناء مرورها بالقرب منها.[113] وأصيب 3 فلسطينيين برصاص جنود الاحتلال خلال اقتحامهم البلدة القديمة في نابلس، واقتحمت قوات إسرائيلية مدينة قلقيلية وضاحية ذنابة في طولكرم واعتقلت فلسطيني واقتحمت مخيم عقبة جبر في أريحا واعتقلت أسيرين محررين، واقتحمت بلدة سلواد شرق رام الله ومنطقة الكرنتينا في الخليل وبلدة تقوع جنوب بيت لحم، وأصيب عدد من المواطنين بحالات اختناق خلال اقتحام قوات الاحتلال بلدة سعير شمال شرق الخليل، واقتحمت بلدة الشيوخ، وأصيب فتى برصاص قوات الاحتلال الإسرائيلي في بلدة بيت أمر شمال الخليل.[114] وقالت كتائب شهداء الأقصى في نابلس أن مقاتليها خاضوا اشتباكات بالأسلحة الرشاشة والعبوات المتفجرة مع القوات المقتحمة.[115]
- استشهد فلسطيني جراء قصف طائرة مسيّرة إسرائيلية منطقة مصبح شمالي مدينة رفح، واستشهد فلسطيني آخر في قصف إسرائيلي استهدف مخيم الشابورة وسط المدينة، فيما استشهد فلسطينيين اثنين في قصف إسرائيلي استهدف منزلا في حي الأمل غربي مدينة خان يونس.[116] واستشهد الكاتب والصحفي محمد حجازي جرّاء قصف الاحتلال على شمال قطاع غزة.[117]
- وإدعى الجيش الإسرائيلي أنه ضرب أكثر من 100 هدف في غزة خلال عطلة نهاية الأسبوع، مما أسفر عن مقتل العشرات من نشطاء حماس. كما قالت إنها ضربت عدة مواقع تستخدم لإطلاق الصواريخ.[118]
- وأفيد بتوغل قوات للاحتلال باتجاه بلدة الطيبة جنوبي لبنان وسط إطلاق للنيران الرشّاشة نحو المنازل الّتي قام الجنود الإسرائيليون بإحراق عدد منها، ورفعت القوات ساترٍ ترابيٍّ لقطع الطريق بين بلدتي القنطرة والطيبة نفّذت عمليات تجريف عند أطراف بلدة عيترون.[119]
- استشهد 4 فلسطينيين وجرح آخرين بقصف الاحتلال مجموعة من المواطنين في منطقة جباليا البلد، وأصيب آخرون في إطلاق النار من طائرات كواد كابتر في منطقة الصفطاوي ومفترق الصاروخ في آخر شارع الجلاء شمال غرب مدينة غزة، وقصفت طائرات الاحتلال الحربية منزلًا لعائلة "أبو جربوع" في مخيم النصيرات وسط قطاع غزة، ما أدى لاستشهاد 5 مواطنين وإصابة آخرين، وقصفت مدفعية الاحتلال محيط أرض المفتي وبناية جبر قرب مدخل المخيم.[120]
- واندلعت اشتباكات بين قوات من الأجهزة الأمنية التابعة للسلطة الفلسطينية ومقاومين بمخيم جنين في شمال الضفة الغربية المحتلة.[121]
- واتهم وزير الدفاع الإسرائيلي يسرائيل كاتس حزب الله بعدم الانسحاب حتى الآن إلى ما وراء نهر الليطاني وفقاً لشروط وقف إطلاق النار.[122]
- وأمرت محكمة برازيلية بإجراء تحقيق ضد جندي إسرائيلي كان يزور البلاد بتهمة ارتكاب جرائم حرب في غزة، وفي وقت لاحق فر من البرازيل.[123]
- أعلنت كتائب القسام تنفيذ عملية مشتركة مع سرايا القدس تمثّلت بالاشتباك مع قوة إسرائيلية راجلة من 10 جنود بالأسلحة والقنابل اليدوية غرب بيت لاهيا شمال القطاع وإيقاعها بين قتيل وجريح وملاحقة أحد الجنود الذي فرّ من المكان والإجهاز عليه من المسافة صفر، وأعلنت سرايا القدس تنفيذ عملية إغارة تجاه منزل تحصّن به عدد من جنود الاحتلال في مخيم جباليا شمال القطاع، وتفجير عبوة من مخلّفات الاحتلال في المبنى نفسه قبل انسحابهم،[124] فيما أعلنت كتائب الأنصار مع كتائب أبو علي مصطفى استهداف موقع قيادة وسيطرة للاحتلال في جحر الديك جنوبي مدينة غزة برشقة صاروخية وقالت قوات الشهيد عمر القاسم أنها استهدفت تجمّعات الاحتلال الإسرائيلي في المنطقة بالهاونات من العيار الثقيل، فيما قالت كتائب المجاهدين أنها استهدفت مقر قيادة وسيطرة إسرائيلي في نادي خدمات جباليا بقذائف الهاون من عيار 60.

- وأعلن الجيش الإسرائيلي أن جندياً من كتيبة تسابار التابعة للواء جفعاتي أصيب بجروح خطيرة خلال نشاط عملياتي في شمال غزة.[126]
- وإدعى الجيش الإسرائيلي أنه قتل سعد سعيد زكي دهنون، قائد سرية في حركة الجهاد الإسلامي ونائب رئيس وحدة الصواريخ التابعة لها في شمال غزة والذي شارك في هجمات 7 أكتوبر/تشرين الأول وشارك في عدة هجمات ضد جنود في بيت لاهيا في معركة عن قرب مع جنود من لواء جفعاتي في جباليا.[127] كما وزعم أنه نفذ غارة بطائرة بدون طيار ضد مجموعة من نشطاء حماس في مركز قيادة في منطقة خان يونس في المنطقة الإنسانية التي حددتها إسرائيل في جنوب غزة، ونفذ غارة منفصلة في منطقة دير البلح في المنطقة الإنسانية استهدفت أحد نشطاء الجهاد الإسلامي الذي نفذ هجمات سابقة من المنطقة.[128]
- استشهد فتى فلسطيني «معتز أحمد عبد الوهاب مدني (17 عاماً)» برصاص قوات الاحتلال الإسرائيلي في مخيم عسكر الجديد شرقي مدينة نابلس شمال الضفة الغربية المحتلة.[129]
- استشهد 3 أشخاص[ا] وأصيب آخرون المدنيين بقصف الاحتلال منزلاً لعائلة "عماد الدين" قرب صيدلية العودة في مخيم البريج وسط قطاع غزة، وأصيب 7 آخرين جراء قصف الاحتلال منزلًا في منطقة "بلوك 3" بالمخيم.[130]

## 6 يناير 2024
تطورات اليوم الـ 458 من الحرب
- وأفادت وزارة الصحة بغزة بمقتل 48 فلسطيني وجرح 75 في مجازر وغارات إسرائيلية خلال 24 ساعة الماضية بحرب الإبادة الجماعية، ما يرفع حصيلة الشهداء الفلسطينيين في غزة إلى 45,854.[132]
- أعلنت وزارة الصحة وفاة طفل فلسطيني (يوسف أحمد أنور كلوب) ولم يتجاوز عمره 35 يومًا؛ بسبب الظروف المناخية القاسية والبرد القارص، ما يرفع عدد حالات الوفاة بالبرد إلى 8.[133][134]
- واعتقلت قوات الاحتلال الإسرائيلي 20 فلسطينيا من الضفة الغربية بينهم طفلان، ومعتقلون سابقون.[135]
- أصيب 40 فلسطينيًا في قصف مسيرة إسرائيلية مدرسة تؤوي نازحين في منطقة المخيم الجديد شمال غرب مخيم النصيرات وسط قطاع غزة.[136]
- أدى هجوم مسلح على حافلة وسيارتين تقلان إسرائيليين في محيط فندق في مستوطنة كدوميم الإسرائيلية إلى مقتل ثلاثة أشخاص بينهم امرأتان ورجل وإصابة سبعة آخرين،[137] بينهم امرأتان تبلغان من العمر حوالي 60 عامًا وسائق حافلة يبلغ من العمر 63 عامًا أصيبا بجروح خطيرة.[138]
- أطلقت ثلاثة صواريخ من شمال غزة باتجاه مستوطنة سديروت، وأعلن الجيش الإسرائيلي اعتراض أحدها، وسقط الصاروخ الثاني على المدينة، مما تسبب في أضرار طفيفة لمنزل، وسقط الصاروخ الثالث على ما يبدو في منطقة مفتوحة.[139]
- استشهدت سيدة وطفل في قصف طائرات الاحتلال منزلاً محيط المسجد العمري بحي الدرج وسط مدينة غزة، واستشهد فلسطينيين اثنين وجرح آخرين في قصف الاحتلال الإسرائيلي شقة سكنية في البلدة القديمة وسط مدينة غزة، واستشهد فلسطيني وجرح وفقد آخرين في قصف إسرائيلي على منزل شمالي مدينة غزة.[140]
- واستشهد فلسطينان في غارة للاحتلال على محيط كف ميراج شمال مدينة رفح، فيما استشهد مواطنان جراء قصف مسيرة إسرائيلية مزارعين في منطقة مصبح شمالي المدينة.[141]
- قصفت طائرات الاحتلال منزلًا بمحيط بركة الشيخ رضوان شمال مدينة غزة، ما أدّى لاستشهاد 4 أشخاص وإصابة آخرين، واستشهد شخص في استهداف الاحتلال منزلاً لعائلة "الحتو" في شارع النفق غربي مدينة غزة.[142]
- أعلنت جماعة أنصار الله الحوثيون تنفيذ 4 عمليات عسكرية استهدفت حاملة الطائرات الأميركية "يو أس أس هاري ترومان" بصاروخين مجنّحين و4 طائرات مسيّرة شمالي البحر الأحمر أثناء “تحضير أميركي لشنّ هجوم جوي كبير على اليمن»، وتنفّيذ عمليتين عسكريتين، استهدفتا هدفاً عسكرياً إسرائيلي في يافا بطائرتين مسيّرتين، وهدفاً حيوياً إسرائيلي في عسقلان بطائرة مسيّرة وعملية عسكرية استهدفت هدفاً عسكرياً إسرائيلي في يافا بطائرة مسيّرة.[143]
- وانتشل جثامين 7 شهداء بلدة الخيام جنوبي لبنان في قصف إسرائيلي سابق.[144]
- وقال الجيش اللبناني إن جنوده انتشروا في مناطق حول الناقورة، بالتعاون مع قوات اليونيفيل، عقب انسحاب الجيش الإسرائيلي.[145]
- اعتقلت الشرطة الإسرائيلية وجهاز الأمن العام (الشاباك) أربعة قاصرين بزعم بمشاركتهم في هجمات ضد قوات الاحتلال في الضفة الغربية.[146]
- وذكرت وسائل إعلام فلسطينية أن مجموعة من الجنود الإسرائيليين استخدمت سيارة إسعاف لدخول مخيم بلاطة خلال غارة شنتها القوات الإسرائيلية في 19 ديسمبر/كانون الأول، مما أدى إلى استشهاد رجل يبلغ من العمر 25 عامًا قيل إنه عضو في حماس وامرأة تبلغ من العمر 80 عامًا خلال اشتباكات بين المسلحين والقوات الإسرائيلية. وقال الجيش الإسرائيلي إنه يحقق في الغارة.[147][148]
- وقال برنامج الغذاء العالمي إن القوات الإسرائيلية أطلقت النار على قافلته التي كانت تحمل علامات واضحة وحصلت على موافقات أمنية مسبقة من السلطات الإسرائيلية في محيط حاجز وادي غزة في غزة قبل يوم واحد.[149][150]
- استُشهد مواطن فلسطيني برصاص طائرة مسيّرة إسرائيلية "كواد كوبتر" استهدفته في منطقة المقوسي شمال غربي مدينة غزة[151]
- أعلن الجيش الإسرائيلي مقتل جنديان بينهم نائب قائد سرية في كتيبة 932 التابعة للواء ناحال في اشتباكات شمال قطاع غزة، وإصابة جنديين آخرين من الكتيبة 932 بجروح خطيرة في نفس الحادث في بيت حانون شمال القطاع.[152]
- أعلنت كتائب القسام استهداف دبابتين إسرائيليتين ميركافا وذلك بعبوة شديدة الانفجار وعبوة "شواظ" شرق مفترق الصفطاوي غرب معسكر جباليا شمالي قطاع غزة، وتبنّت سرايا القدس قصفها "سديروت" وغلاف غزة برشقة صاروخية بالقرب من تجمّع لآليات إسرائيلية شمال القطاع.[153]
- استهدفت طائرات حربية إسرائيلية منزلًا لعائلة عبد الهادي في مخيم البريج وسط القطاع، ما أسفر عن استشهاد 4 مواطنين بينهم أطفال وإصابة 13 آخرين بجروح متفاوتة.[154]

## 7 يناير 2025
تطورات اليوم الـ 459 من الحرب
- وأفادت وزارة الصحة بغزة بمقتل 31 فلسطيني وجرح 57 في مجازر وغارات إسرائيلية خلال 24 ساعة الماضية بحرب الإبادة الجماعية، ما يرفع حصيلة الشهداء الفلسطينيين في غزة إلى 45,885.[156]
- أعلنت إسرائيل أن 3 من الكتيبة 932 في لواء ناحال قتلوا أثناء قتال حماس في بيت حانون، مما رفع حصيلة قتلى الجيش الإسرائيلي في غزة إلى 398.[157]
- استُشهد ثلاثة فلسطينيين (أحمد معتز تيسير أبو وردة، يوسف معتز تيسير أبو وردة، محمد أبو وردة) وأصيب آخرون في استهداف طيران الاحتلال مجموعة من المواطنين في جباليا النزلة شمال القطاع.[158]
- استشهاد مواطنين وجرح آخرين جراء قصف طائرات الاحتلال منزلا لعائلة «عبيد» قرب أبراج عين جالوت جنوب النصيرات وسط قطاع غزة.[159]
- واستشهد أربعة آخرين بعد استهداف طائرات الاحتلال منزلا لعائلة "سحويل" في شارع حميد بمخيم الشاطئ غرب مدينة غزة، وجرح عدد آخرون جراء قصف طائرات الاحتلال خيمة نازحين تعود لعائلة "إسماعيل" في محيط مدخل المغازي وسط القطاع.[160]
- أصيب 3 مقاومين فلسطينيين بجروح خطيرة من بينهم أحد مؤسسي كتيبة طولكرم برصاص الأجهزة الأمنية الفلسطينية في بلدة عتيل شمالي طولكرم بالضفة الغربية، حيث نصبت كمين لهم وأطلقت النار عليهم.[161]
- استشهد شاب فلسطيني (سليمان مصطفى قطيشات) في قصف قوات الاحتلال على بلدة طمون جنوب شرق طوباس بالضفة الغربية، واستشهد شاباً آخر جراء استهداف مسيرة إسرائيلية مجموعة من الشبان في البلدة،[162] واستشهد مقاوم فلسطيني «جعفر أحمد دبابسة (40 عاما)» برصاص قوات الاحتلال الإسرائيلي في بلدة الباذان شمال شرق نابلس أثناء تواجده أمام منزله.[163]
- اعتقلت قوات الاحتلال الإسرائيلي عددا من العمال من القدس المحتلة،[164] واعتقلت أربعة أشقاء بعد مداهمة منزل عائلتهم في بلدة طمون جنوب طوباس.[165]
- وأعلنت بلدية خان يونس جنوب قطاع غزة توقف خدمات المياه والصرف الصحي وترحيل النفايات بشكل شبه كلي وكذلك انخفاض الخدمات الأساسية إلى 40% بسبب قرب نفاد مخزون السولار.[166]
- استشهد عامل إغاثة فلسطيني متأثرا بجراحه أصيب بها في غارة إسرائيلية على نقطة توزيع مساعدات تابعة لجمعية معا في دير البلح.[167]
- وزعمت وحدة تنسيق أعمال الحكومة الإسرائيلية في المناطق إن إسرائيل سهلت دخول أكثر من 1070 شاحنة مساعدات إنسانية إلى غزة خلال الأسبوع الماضي.[168]
- وقال الجيش اللبناني إنه بدأ بنشر وحداته في بلدات علما الشعب وطير حرفا وبنت جبيل وقرى وبلدات أخرى عقب انسحاب قوات الاحتلال الإسرائيلي.[169]
- قالت الجيش الإسرائيلي إن لواء كفير التابع لها انسحب من شمال غزة بعد 64 يومًا من العمليات، وزعم أن اللواء قتل أكثر من 300 مسلح، بما في ذلك المشاركين في هجمات 7 أكتوبر، أثناء القتال في أحياء بيت لاهيا وبيت حانون والشيخ زايد.[170]
- استشهد 5 فلسطينيين وأصيب عدد آخر بجروح بنيران مسيرة للاحتلال على حي الشغف شرق مدينة غزة واستُشهد 3 أشخاص وأصيب آخرون بجروح في قصف استهدف مجموعة من المواطنين في حي التفاح شرق المدينة ونُقلوا لمستشفى المعمداني.[171]
- تقدم 112 من أفراد عائلات الرهائن المحتجزين في غزة بعريضة إلى المحكمة العليا الإسرائيلية يتهمون فيها حكومة نتنياهو بانتهاك القوانين الأساسية لإسرائيل برفضها التوقيع على صفقة إطلاق سراح الرهائن.[172]
- قصفت طائرة مُسيرة إسرائيلية قصفت خيمة تؤوي نازحين غرب مدينة خان يونس جنوب قطاع غزة ما أدى لاستشهاد خمسة أطفال، فيما استشهد ثلاثة مواطنين إثر استهداف الاحتلال مركبة في حي المنارة جنوب شرق المدينة، واستشهد أربعة مواطنين وأصيب آخرون جراء قصف طائرات الاحتلال منزلا في منطقة قيزان رشوان جنوب خان يونس، فيما استشهد ثمانية مواطنين وأصيب آخرون إثر قصف الاحتلال منزلـا لعائلة "ريحان" في شارع غزة القديم بجباليا البلد شمال القطاع.[173]
- استشهد طفل وجرح آخرين جراء استهداف قوات الاحتلال الإسرائيلي منطقة الاسطبل في مواصي خان يونس جنوب قطاع غزة.[174]

## 8 يناير 2024
تطورات اليوم الـ 460 من الحرب
- وأفادت وزارة الصحة بغزة بمقتل 51 فلسطيني وجرح 78 في مجازر وغارات إسرائيلية خلال 24 ساعة الماضية بحرب الإبادة الجماعية، ما يرفع حصيلة الشهداء الفلسطينيين في غزة إلى 45,936.[176]
- واعتقلت قوات الاحتلال الإسرائيلي 45 فلسطينيًا من الضفة الغربية بينهم طفل وامرأتان ومعتقلون سابقون.[177]
- استُشهد طفلان وشاب «رضا علي أحمد بشارات (9 أعوام) حمزة عمار أحمد بشارات (10 أعوام)، آدم خير الدين أحمد بشارات (23 عاما)» جراء قصف طائرة مسيرة للاحتلال الإسرائيلي موقعا في بلدة طمون جنوب شرق طوباس، وقد احتجزت قوات الاحتلال جثامينهم.[178]
- استُشهد أربعة مواطنين وأصيب آخرون في قصف طائرات الاحتلال الحربية مدرسة حلاوة التي تؤوي نازحين في جباليا البلد شمال قطاع غزة.[179][180]
- أعلنت وزارة الصحة الفلسطينية استشهاد الشاب عبد الرحمن بني عودة (24 عاماً) متأثراً بجروح حرجة أصيب بها في قصف الاحتلال الإسرائيلي بلدة طمون جنوب طوباس يوم أمس.[181]
- استشهد خمسة فلسطينيين وأصيب آخرون في قصف الاحتلال منزلا لعائلة "برغوت" في حي الزيتون جنوب شرق مدينة غزة، واستشهاد مواطن وحرح آخرين في قصف الاحتلال شقة سكنية في مدينة دير البلح.[182]
- وأصيب 10 آخرين بينهم 6 أطفال جراء قصف الاحتلال منزلًا لعائلة وشاح في مخيم البريج وسط القطاع.[183]
- أدى قصف إسرائيلي على منزل بالقرب من تقاطع أبو الأمين في حي الشيخ رضوان بمدينة غزة إلى مقتل طفل يبلغ من العمر 15 يوماً وإصابة آخرين.[184]
- وذكرت صحيفة هاآرتس في تحقيق أن قائدًا في لواء ناحال الإسرائيلي أطلق النار على فلسطيني كان يجبره الجيش الإسرائيلي على استخدامه كدرع بشري في مدينة رفح جنوب قطاع غزة.[185][186]
- وشنت قوات الاحتلال حملة اقتحامات واعتقالات في مدن وبلدات بالضفة الغربية.[187]
- وحذر مستشفى مجمع ناصر الطبي بغزة من توقف كامل مولدات المجمع بسبب أزمة نفاذ الوقود في المجمع، وأضاف أن كامل الخدمة الصحية المقدمة في المجمع توقفت ماعدا الأقسام الحرجة وهي أقسام العناية المركزة والعمليات الطارئة والكلية الصناعية ومحطة الأكسجين وإنارة قسم الطوارئ، محذرًا من «كارثة إنسانية وصحية تهدد حياة المرضى بموتهم اختناقاً على أسرة العناية».[188]
- وأفادت وسائل إعلام يمنية بأن «الطيران الأمريكي البريطاني» مراسلنا في عمران، بأن استهدف بـ 5 غارات مديرية حرف سفيان في عمران وبغارتين منطقة جربان بمديرية سنحان في صنعاء،[189] فيما قالت القيادة المركزية الأمريكية إنها نفذت "ضربات دقيقة" على منشأتين تحت الأرض زعمت أن الحوثيون يستخدموها لتخزين الأسلحة التقليدية المتقدمة في اليمن.[190]
- وذكرت صحيفة هآرتس أن إسرائيل تمنع تحقيق الأمم المتحدة في الجرائم الجنسية المزعومة التي ارتكبتها حماس خلال هجمات السابع من أكتوبر/تشرين الأول لتجنب التحقيق في الانتهاكات المزعومة ضد السجناء الفلسطينيين.[191]
- وقالت كتيبة طولكرم التابعة لسرايا القدس أن مقاتليها اشتبكوا مع قوات الاحتلال الإسرائيلي محيط طولكرم واستهدفوا قوات الاحتلال وآلياته العسكرية بالرصاص المباشر والعبوات الناسفة المعدة مسبقًا.[192]
- قالت قوات الاحتلال الإسرائيلي إنها عثرت على جثتي الرهينتين الإسرائيليين يوسف وحمزة الزيادي في نفق تحت الأرض خلال عملية في رفح.[193]
- أعلن الجيش الإسرائيلي مقتل ثلاثة جنود وإصابة ثلاثة آخرين بحالة خطيرة بينهم ضابط من الكتيبة 46 من اللواء 401 مدرع خلال اشتباكات شمال قطاع غزة، مما رفع حصيلة قتلى الجيش الإسرائيلي في غزة إلى 401.[194]
- استشهد أربعة مواطنين وأصيب آخرون في غارة شنتها طائرات الاحتلال الإسرائيلي على منزل لعائلة "الدبجي" قرب عيادة "الأونروا" غرب دير البلح وسط قطاع غزة.[195]

## 9 يناير 2025
تطورات اليوم الـ 461 من الحرب
- وأفادت وزارة الصحة بغزة بمقتل 70 فلسطيني وجرح 104 في 3 مجازر وغارات إسرائيلية خلال 24 ساعة الماضية بحرب الإبادة الجماعية، ما يرفع حصيلة الشهداء الفلسطينيين في غزة إلى 46,006.[197]
- اُستشهد أب وأطفاله الثلاثة، في قصف طائرات الاحتلال الإسرائيلي منزلاً لعائلة "عائلة بسام أبو خروف" في مخيم النصيرات "1"، وسط قطاع غزة ولا يزال هناك مفقودون تحت الأنقاض.[198][199]
- وأفادت وسائل إعلام يمنية أن «الطيران الأمريكي البريطاني» استهدف بغارتين منطقة جربان بمحافظة صنعاء وثلاث غارات على مديرية حرف سفيان بمحافظة عمران شمال صنعاء وبغارة مديرية اللحية بمحافظة الحديدة الساحلية غرب اليمن.[200]
- وقالت وكالة اليونيسف التابعة للأمم المتحدة أن نحو ما لا يقل عن 74 طفلاً استشهدوا في غزة خلال الأسبوع الأول من عام 2025.[201]
- وقالت كتيبة طولكرم التابعة لسرايا القدس انها فجرت جرافة عسكرية إسرائيلية بعبوة ناسفة على محور المسلخ بشارع نابلس بمخيم نور شمس واستهدفت قوات مشاة إسرائيلية في اامخيم بالرصاص وحققت إصابات مؤكدة.[202]
- واعتقلت قوات الاحتلال الإسرائيلي 15 فلسطينيًا من الضفة الغربية،[203] خلال حملة دعم واعتقالات واسعة وانتهاكات بعدة بلدات ومدن.[204]
- استشهد مواطنين وحرح آخرين جراء استهداف طائرة استطلاع مجموعة من المواطنين قرب ملعب فلسطين غرب مدينة غزة، فيما أصيب مواطنين آخرين بجروح أحدهما بجروح حرجة في قصف لقوات الاحتلال الإسرائيلي على مخيم المغازي وسط قطاع غزة.[205]
- وزعمت وحدة تنسيق أعمال الحكومة الإسرائيلية في المناطق في الأراضي الفلسطينية إن إسرائيل سهلت نقل 6750 لتراً من الوقود، و10 آلاف لتر من المياه، وعشرات الصناديق الغذائية، ونحو 300 صندوق من الإمدادات الطبية إلى المستشفيات في غزة خلال الأيام الثلاثة الماضية.[206]
- استشهد 4 فلسطينيين وأصيب 25 آخرون معظمهم نساء وأطفال في غارة إسرائيلية استهدفت مدرسة الرافعي التي تؤوي نازحين في جباليا البلد ونقلوا لمستشفى الأهلي المعمداني.[207]
- واستشهد 3 أشخاص وجرح آخرين بجروح خطيرة في قصف إسرائيلي بمخيم الشاطئ غربي المدينة، فيما استشهد فلسطينيان وأصيب آخرون في غارة إسرائيلية استهدفت تجمعا لمواطنين بالقرب من مفترق فلسطين غربي مدينة غزة واستهدف قصف مماثل تجمعا قرب محطة البربري في شارع الجلاء مما أسفر عن استشهاد فلسذيني وجرح آخرون واستشهد فلسطيني جراء استهداف طائرات الاحتلال دراجة نارية في منطقة قيزان النجار شرق خان يونس.[208]
- أعلنت سرايا القدس قنص جندي إسرائيلي شرق مدينة غزة، ونشرت مشاهد من تفجير آلية عسكرية إسرائيلية بعبوة "ثاقب" قرب الإدارة المدنية شرق مخيم جباليا بقطاع غزة.[209]
- وإدعى الجيش الإسرائيلي أنه قتل أسامة أبو ناموس، قائد كتيبة الصبرة التابعة لحماس، والتي تعد جزءًا من لواء مدينة غزة، والذي كان مصدرًا مهمًا لمعلومات حماس وكان مسؤولًا عن الهجمات التي استهدفت إسرائيل والجنود الإسرائيليين في غزة، وخاصة الجنود العاملين في ممر نتساريم، ومحمد الطارق، نائب قائد الكتيبة الذي خدم سابقًا كقائد في سرية قوة النخبة في الكتيبة وكان مسؤولًا أيضًا عن الهجمات ضد الجنود في ممر نتساريم، إلى جانب مسلحين آخرين في ضربات منفصلة. كما قال إنه قتل قائدين في سرية قوة النخبة في كتيبة الصبرة، وكان أحدهما مسؤولاً عن توريد الأسلحة في الغارات الجوية الأخيرة.[210]
- استشهدت مواطنة فلسطينية «سماح المدهون (43 عاما)» من بلدة جباليا متأثرة بجروحها التي أصيب بها جراء قصف طائرات الاحتلال خيام النازحين في مواصي خان يونس قبل أيام.[211]
- وقال الجيش الإسرائيلي إن الدفاعات الجوية اعترضت طائرة بدون طيار فوق جنوب إسرائيل أطلقت "من الشرق" باتجاه إسرائيل، وأن سلاح الجو الإسرائيلي اعترض طائرة بدون طيار أخرى أطلقت من اليمن باتجاه إسرائيل فوق البحر الأبيض المتوسط.[212]

## 10 يناير 2025
تطورات اليوم الـ 462 من الحرب
- أفاد تقرير للمكتب الإعلامي الحكومي في قطاع غزة أن جيش الاحتلال الإسرائيلي أباد 1600 عائلة فلسطينية وعدد أفراد هذه العائلات 5,612 ومسحها من السجل المدني بقتل كامل أفرادها خلال منذ 7 أكتوبر، وأن 3,471 عائلة فلسطينية أبادها الاحتلال ولم يتبقَّ منها سوى فرداً واحداً وعدد أفرادها نحو 9,000 فلسطينيًا.[214]
- أفادت دراسة بحثية نشرتها مجلة ذا لانسيت الطبية بأنّ حصيلة الشهداء في غزة خلال الأشهر التسعة الأولى من الحرب المدمّرة المتواصلة على غزة منذ 7 أكتوبر/ تشرين الأول 2023، هي أعلى بنحو 40% مقارنة بأرقام وزارة الصحة في غزة.[215]
- اندلعت اشتباكات مسلحة بين قوات الاحتلال الإسرائيلي وفلسطينيين عقب اقتحامها منشأة في بلدة قباطية جنوب جنين، ومحاصرتها بركسا “منشأة صناعية” ومطالبة شاب بتسليم نفسه.[216]
- شنت قوات الاحتلال الإسرائيلي حملة دهم واعتقالات في الغربية المحتلة، حيث اقتحمت مخيم الجلزون شمال رام الله، واعتقلت الشاب وخلفت خرابًا واسعا في المنازل، واقتحمت قرية كفر نعمة غربي رام الله، وسنجل شمالًا واعتقلت أحد الشبان، وبلدة عصيرة الشمالية في نابلس، واعتقلت عدة شبان واقتحمت قرية الباذان شرقي المدينة، وبلدة طلوزة شمالاً ودهمت بناية سكنية، فيما وأحرق مستوطنون إسرائيليون غرفة زراعية وخطوا شعارات عنصرية في قرية خربة أبو فلاح شمال شرق رام الله.[217]
- استشهد فلسطيني وأصيب ثلاثة آخرون في قصف مسيرة إسرائيلية تجمعا للمواطنين في محيط مسجد الشافعي قرب أبراج طيبة غربي مدينة خان يونس جنوب قطاع غزة.[218]
- استشهد شخص وجرح اثنين آخرين في استهداف الاحتلال الإسرائيلي مواطنين في محيط مسجد الشافعي قرب أبراج طيبة غرب خان يونس، واستشهد فلسطينيان في قصف قوات الاحتلال على شارع المنصورة بحي الشجاعية في مدينة غزة.[219]
- واعتقلت قوات الاحتلال الإسرائيلي من بلدة قباطية في جنين بينهم سيدة.[220]
- استشهد 7 مواطنين على الأقل، وجرح آخرون في قصف إسرائيلي استهدف تجمعا لمواطنين فلسطينيين في مخيم البريج وسط قطاع غزة، واستشهد عدد من الفلسطينيين وأصيب آخرون في قصف إسرائيلي استهدف منطقة المواصي غرب مدينة خان يونس،[221] وأطلقت طائرات الكواد كابتر النار على شارع المخيم الجديد في مخيم النصيرات ما أدى إصابة عدة فلسطينيين نُقلوا لمستشفى العودة.[222][223]
- واستشهد شاب متأثرًا بجروحه عقب قصف الاحتلال على مواصي خان يونس.[224]
- واستشهدت فلسطينية متأثرة بجروحها إثر قصف إسرائيلي استهدف شقة سكنية قرب مستشفى الأمل غربي مدينة خان يونس.[224]
- وأفادت وسائل إعلام يمنية بشن الطيران الأمريكي والبريطاني والإسرائيلي نحو 20 هجومًا بسلسلة غارات على مواقع في اليمن،[225] حيث استهدفت محيط ميدان السبعين بالعاصمة صنعاء بالتزامن مع مسيرات مناصرة لغزة،[226] واستهدفت غارات على رأس عيسى و6 غارات على ميناء الحديدة واستهدفت بـ12 غارة مديرية حرف سفيان بالحديدة[226][227] وهو أول هجوم مشترك بين إسرائيل والتحالف الدولي ضد الحوثيين.[228] وقال وزير الدفاع الإسرائيلي يسرائيل كاتس إنه لن يكون هناك إفلات من العقاب لقادة الحوثيين.[229]
- استشهد 5 أشخاثَص وجرح 4 آخرون في غارة إسرائيلية على بلدة طيردبا جنوبي لبنان.[230] وقال الجيش الإسرائيلي إن غارته بطائرة بدون طيار استهدفت سيارة محملة بالأسلحة لمسلحي حزب الله.[231]
- وقال تحقيق للجيش الإسرائيلي أن أم وإبنها من ناحل عوز قتلوا بنيران الجيش، خلال هجمات في 7 أكتوبر/تشرين الأول 2023.[232]
- واستشهد المصور الصحفي سائد أبو نبهان في قناة الغد برصاص قناص إسرائيلي عقب محاصرة عدد من الصحفيين بالمخيم الجديد في مخيم النصيرات وسط قطاع غزة.[233]
- وقالت كتائب القسام إن غالبية الرهائن الإسرائيليين المحتجزين في شمال غزة "أصبحوا الآن في عداد المفقودين" بسبب عمليات ااجيش الإسرائيلي.[234]
- وقال الدفاع المدني الفلسطيني أن نحو 7820 جثة شهيد اختفت وتبخرت بسبب الانصهار جراء كمية المتفجرات التي أطلقها جيش الاحتلال الإسرائيلي على أمكان الاستهداف.[235]
- باستشهاد فلسطيني على الأقل وجرح آخرين في قصف طائرة حربية إسرائيلية بصاروخ منزلا في حي الشجاعية شرق مدينة غزة.[236]

## 11 يناير 2025
تطورات اليوم الـ 463 من الحرب
- وأفادت وزارة الصحة بغزة بمقتل 32 فلسطيني وجرح 193 في 5 مجازر وغارات إسرائيلية خلال 24 ساعة الماضية بحرب الإبادة الجماعية، ما يرفع حصيلة الشهداء الفلسطينيين في غزة إلى 46537، كما ذكرت أن 499 شهيدًا لم يتم الإبلاغ عنهم من قبل قد أضيفوا إلى العدد الإجمالي.[238]
- واستشهد 3 فلسطينيين بينهم امرأة وطفلة وجرح 10 آخرين في قصف طيران الاحتلال لشقة في عمارة سكنية قرب مسجد "الكنز" في حي الرمال غرب مدينة غزة، كما تضررت المنازل المجاورة.[239]
- استشهد شخص وجرح 3 آخرين في قصف الاحتلال عمارة سكنية لعائلة "طافش" في محيط مسجد الشمعة بحي الزيتون شرقي مدينة غزة.[240]
- أصيب شاب فلسطيني برصاص مستوطنون إسرائيليون في قرية يتما جنوبي نابلس، كما هاجموا منازل المواطنين في القرية.[241]
- وقالت قوات الدفاع الجوي الإسرائيلي إن الدفاعات الجوية اعترضت صاروخا أطلق من جنوب غزة باتجاه كرم أبو سالم.[242]
- وأطلقت مسيرة إسرائيلية النار على سيارة الدفاع المدني الوحيدة في جباليا شمالي قطاع غزة،[243] وأعلن الدفاع المدني الفلسطيني في قطاع غزة توقف العديد من مركبات الإطفاء والإنقاذ في كل من محافظات غزة والوسطى وخان يونس؛ لعدم توفر قطع وأجهزة الصيانة اللازمة لإعادة إصلاحها تشغيلها.[244]
- وإدعى الجيش الإسرائيلي أنه قتل ثلاثة مسلحين كانوا يختبئون في مبنى في جباليا، وأضاف أنه عثر على فتحة نفق يستخدمها المسلحون داخل المبنى.[245]
- وشنت طائرات الاحتلال الحربية قصفًا على مدرسة زينب الوزير "حلاوة" التي تؤوي نازحين في جباليا البلد؛شمال قطاع غزة، ما أدى لاستشهاد 8 فلسطينيين بينهم طفلان وامرأتان وجرح 30 آخرين، فيما قصفت طائرات الاحتلال منزلا لعائلة الحية في شارع البلتاجي بحي الشجاعية شرق مدينة غزة، ما أدى لاستشهاد مواطنين اثنين.[246] وزعم الجيش الإسرائيلي أنه نفذ غارة بطائرة بدون طيار على مسلحين من حماس يستخدمون المدرسة.[247]
- وقالت بلدية غزة إن 75% من آبار المياه وأكثر من 100 ألف متر طولي من شبكات المياه تضررت بسبب الغارات الإسرائيلية، وأنها تواجه صعوبة في إيصال المياه للنازحين.[248]
- استشهد 4 مواطنين وأصيب آخرون بجروح إثر قصف الاحتلال مجموعة من المواطنين بشارع النفق في حي الدرج بمدينة غزة.[249]
- اقتحم عشرات للمستوطنين الإسرائيليين بحماية قوات الاحتلال الإسرائيلي بلدة ترمسعيا شمال رام الله وأصيب 3 فلسطينيين خلال الاقتحام، كما اعتقل جيش الاحتلال 4 شبان من البلدة.[250]
- استشهد ثلاثة فلسطينيين فتاة صغيرة وجدها ورجل مسن آخر وجرح آخرين في قصف طيران الاحتلال خيمة تؤوي نازحين قرب محطة أبو سليم جنوب دير البلح وسط قطاع غزة، واستشهد مواطن بنيران مسيرة للاحتلال في محيط دوار الشهداء شمال مخيم البريج واستشهد فلسطيني آخر في قصف طيران الاحتلال منزلاً في بلدة عبسان الكبيرة شرق مدينة خان يونس.[251]
- نشر جيش الاحتلال الإسرائيلي لقطات فيديو زعم أنها تظهر مسلحين يستخدمون المساجد في الضفة الغربية لمهاجمة جنود إسرائيليين.[252]
- أدت غارة إسرائيلية على بلدة كونين جنوب لبنان إلى إصابة شخصين،[253] وزعم الجيش الإسرائيلي إنه نفذ غارة بطائرة بدون طيار بعد رصد عدد من مسلحي حزب الله يغادرون مبنى معروفًا أن حزب الله يستخدمه.[254]
- أعلن الجيش الإسرائيلي مقتل 4 جنود من لواء ناحال وإصابة ستة آخرين بينهم اثنان حالتهم خطيرة خلال اشتباكات في بيت حانون شمال قطاع غزة, مما يرفع حصيلة قتلى الجيش الإسرائيلي في غزة إلى 402، ووفقًا لتحقيق أولي أجراه الجيش الإسرائيلي، فإن الجنود أصيبوا بعبوة ناسفة فجرها مسلحون، الذين أطلقوا النار عليهم أيضًا في بيت حانون.[255]
- أعلنت جماعة الحوثيون تنفيذ القوة الصاروخية وسلاح الجو المسير خلال الساعات الـ24 الماضية عمليةً عسكريةً استهدفت حاملة الطائرات الأميركية "يو أس أس هاري ترومان" وعدداً من القطع الحربية التابعة لها في منطقة شمالي البحر الأحمر بعددٍ من الصواريخ المجنحة والطائرات المسيرة.[256]
- وقالت قوات الدفاع الإسرائيلية إن طائراتها الحربية قتلت ثلاثة مشتبه بهم في مزارع شبعا كانوا يتحركون داخل الأراضي اللبنانية في محيط الحدود الإسرائيلية.[257]

## 12 يناير 2025
تطورات اليوم الـ 464 من الحرب
- وأفادت وزارة الصحة بغزة بمقتل 28 فلسطيني وجرح 89 في مجازر وغارات إسرائيلية خلال 24 ساعة الماضية بحرب الإبادة الجماعية، ما يرفع حصيلة الشهداء الفلسطينيين في غزة إلى 46,565.[258]

## 13 يناير 2025
تطورات اليوم 465 من الحرب

### مواقع وب

#### إنجليزية
1. ↑  بينهم الطفل أسامة خالد كمال عماد الدين (5 سنوات) ووالده خالد كمال محمد عماد الدين (35 عامًا)